# Ellen Stonebraker
Ellen Stonebraker (1979) es una deportista estadounidense que compitió en natación. Ganó tres medallas en el Campeonato Pan-Pacífico de Natación de 1999, oro en 4 × 200 m libre y bronce en 200 m libre y 800 m libre

## Palmarés internacional
| Campeonato Pan-Pacífico | Campeonato Pan-Pacífico | Campeonato Pan-Pacífico | Campeonato Pan-Pacífico |
| Año                     | Lugar                   | Medalla                 | Prueba                  |
| ----------------------- | ----------------------- | ----------------------- | ----------------------- |
| 1999                    | Sídney (Australia)      | Medalla de oro          | 4 × 200 m libre         |
| 1999                    | Sídney (Australia)      | Medalla de bronce       | 200 m libre             |
| 1999                    | Sídney (Australia)      | Medalla de bronce       | 800 m libre             |